# 할 (단위)
할(割)은 비율을 나타내는 단위로 1할은 전체 수량의 10분의 1을 나타낸다.

## 할푼리
할(割)은 비율을 나타내는 단위로 1할은 전체 수량의 10분의 1로 1푼의 열 배이다.

푼 또는 분(分)은 비율을 나타내는 단위이다. 1푼은 전체 수량의 100분의 1로, 1할의 10분의 1이다. 즉 현대의 백분율(%)이다.

리(釐/厘)는 비율을 나타내는 단위로 1리는 전체 수량의 1,000분의 1로 1푼의 10분의 1이다. 즉 현대의 천분율(‱)이다.

## 예
1할은 10푼과 같고 또한 1할은 100리와 같다.
공기중의 산소농도는 2할이다.

## 같이 보기
- 척(尺)
- ppm